# Morga (kommun)
Morga är en kommun i Spanien. Den ligger i Biscayaprovinsen i den autonoma regionen Baskien i norra delen av landet, 300 km norr om huvudstaden Madrid. Antalet invånare är 412 (2024). Arean är 14,47 kvadratkilometer. Morga gränsar till Gamiz-Fika, Fruiz, Arrieta, Errigoiti, Muxika, Amorebieta och Larrabetzu. 